# کلمزکات
کلمزکات (به انگلیسی: Kelmscott) یک روستا و محله مدنی در بریتانیا است که در آکسفوردشر غربی واقع شده‌است. کلمزکات ۱۹۸ نفر جمعیت دارد.